# Nevena Ignjatović
Nevena Ignjatović (* 28. Dezember 1990 in Kragujevac) ist eine ehemalige serbische Skirennläuferin. Sie war während ihrer aktiven Laufbahn besonders in den Disziplinen Slalom und Kombination erfolgreich.

## Biografie
Als 15-Jährige begann Ignjatović im Januar 2006 an FIS-Rennen teilzunehmen, der erste Sieg auf dieser Stufe gelang ihr einen Monat später. Einige Jahre lang trat sie hauptsächlich bei eher schwach besetzten Rennen in Südosteuropa an. Im Februar 2009 nahm sie an der Universiade in Harbin, wo sie im Super-G die Bronzemedaille um zwei Hundertstelsekunden verpasste. Ihr Debüt im Europacup hatte sie im Dezember 2009 und am 17. Januar 2010 ging sie erstmals im Weltcup an den Start, wobei sie im ersten Lauf des Slaloms von Maribor ausschied. Ihr bestes Ergebnis bei den Olympischen Winterspielen 2010 war der 32. Platz im Slalom. Bei der Universiade 2013 im Trentino gewann sie die Slalom-Goldmedaille.
Ignjatović war Teilnehmerin der Olympischen Winterspiele 2014 in Sotschi, wo sie im Riesenslalom auf Platz 28 fuhr. Über fünf Jahre nach ihrem Weltcupdebüt gewann Ignjatović am 1. März 2015 erstmals Weltcuppunkte, mit Platz 27 in der Kombination von Bansko. Im Winter 2015/16 war der 26. Platz in der Kombination von Soldeu ihr bestes Weltcupergebnis, im Winter 2016/17 der 19. Platz im Slalom von Zagreb. Am 26. Januar 2018 überraschte sie mit Platz 6 in der Kombination von Lenzerheide (zugleich ihr bisher bestes Weltcupergebnis). In derselben Disziplin fuhr sei bei den Olympischen Winterspielen 2018 in Pyeongchang auf Platz 14. Dies war zugleich das beste Ergebnis eines serbischen Sportlers bei Olympischen Winterspielen.
Nach den serbischen Meisterschaften 2023 gab Ignjatović bekannt ihrer aktive Laufbahn zu beenden.
Im Januar 2025 wurde sie als erste Frau zur Präsidentin des serbischen Skiverbands gewählt.

## Erfolge

### Olympische Winterspiele
- Vancouver 2010: 32. Slalom, 39. Riesenslalom
- Sotschi 2014: 28. Riesenslalom
- Pyeongchang 2018: 14. Alpine Kombination, 26. Riesenslalom, 26. Slalom

### Weltmeisterschaften
- Garmisch-Partenkirchen 2011: 32. Slalom, 50. Riesenslalom
- Schladming 2013: 34. Slalom, 41. Riesenslalom
- Vail/Beaver Creek 2015: 42. Riesenslalom
- St. Moritz 2017: 24. Alpine Kombination, 27. Riesenslalom
- Åre 2019: 19. Alpine Kombination, 28. Slalom, 39. Riesenslalom
- Cortina d’Ampezzo 2021: 33. Super-G

### Weltcup
- 1 Platzierung unter den besten zehn

### Weltcupwertungen
| Saison  | Gesamt | Gesamt | Slalom | Slalom | Kombination | Kombination |
| Saison  | Platz  | Punkte | Platz  | Punkte | Platz       | Punkte      |
| ------- | ------ | ------ | ------ | ------ | ----------- | ----------- |
| 2014/15 | 117.   | 4      | –      | –      | 27.         | 4           |
| 2015/16 | 118.   | 6      | –      | –      | 45.         | 6           |
| 2016/17 | 87.    | 30     | 40.    | 32     | 47.         | 7           |
| 2017/18 | 67.    | 93     | 32.    | 38     | 8.          | 55          |
| 2018/19 | 94.    | 24     | –      | –      | 11.         | 24          |
| 2019/20 | 93.    | 29     |        |        | 18.         | 29          |

### Far East Cup
- Saison 2018/19: 1. Kombinationswertung, 7. Super-G-Wertung
- 9 Podestplätze, davon 6 Siege

### Universiade
- Harbin 2009: 4. Super-G, 12. Slalom, 15. Riesenslalom
- Erzurum 2011: 12. Super-G, 34. Riesenslalom
- Trentino 2013: 1. Slalom, 9. Riesenslalom

### Juniorenweltmeisterschaften
- Flachau 2007: 43. Slalom, 60. Riesenslalom
- Garmisch-Partenkirchen 2009: 44. Riesenslalom
- Mont Blanc 2010: 23. Super-G, 30. Riesenslalom

### Weitere Erfolge
- 7 Platzierungen unter den besten zehn im Europacup
- 8 serbische Meistertitel (Riesenslalom 2012, 2013, 2015 und 2017, Slalom 2012, 2013, 2014 und 2017)
- 14 Siege in FIS-Rennen